# 农村电工
《农村电工》创刊于1992年，是中国大陆工程科技类月刊，编辑部位于河南省许昌市。此刊物由中电传媒（武汉）有限公司主办。
《农村电工》在2018年被中华人民共和国国家新闻出版广电总局新闻报刊司评为2017年全国“百强报刊”。